# Episodi di Amico mio (prima stagione)
La prima stagione di Amico mio è andata in onda in prima visione su Raidue tra il 1993 e il 1994.
Visto il grande successo di pubblico, straordinariamente, una settimana dopo la fine della fiction, Raidue decise di mandare in onda le repliche, sempre in prima serata, a partire dal 3 febbraio 1994.
| nº | Titolo              | Prima TV Italia  |
| -- | ------------------- | ---------------- |
| 1  | Per troppo amore    | 7 dicembre 1993  |
| 2  | Fratelli            | 12 dicembre 1993 |
| 3  | Sotto shock         | 21 dicembre 1993 |
| 4  | Non te ne andare!   | 28 dicembre 1993 |
| 5  | Il piccolo Cesare   | 4 gennaio 1994   |
| 6  | Una profonda ferita | 11 gennaio 1994  |
| 7  | Lieto evento        | 18 gennaio 1994  |
| 8  | Ritrovarsi          | 25 gennaio 1994  |

## Per troppo amore
- Diretto da: Paolo Poeti
- Scritto da: Massimo De Rita, Patrizia Fassio, Domenico Matteucci

### Trama
Viene portata in ospedale Elisabetta, una bambina che è svenuta a scuola. Il dottor Magri sospetta che sia anoressica. Il dottor Montebovi e il dottor Magri discutono sui posti letto e Magri si confida con Montebovi sul suo sospetto. Il dottor Magri arriva a casa e fa visita alla figlioletta. Lui è separato ma in buoni rapporti con l'ex moglie Clara. Il giorno seguente Magri riceve una lettera nella quale dice che il concorso di aiuto non lo ha vinto lui, ma una dottoressa chiamata Angela Mancinelli, la quale è una pediatra e ha un dottorato di ricerca in neuropsichiatria infantile. Intanto viene portato in ospedale un altro bambino, Giacomino, il quale durante il suo allenamento in bicicletta col padre per una gara, si sente male e sbatte la testa. Viene ricoverato per un problema cardiaco sospetto. Angela Mancinelli fa amicizia con Spillo, il quale abitava in istituto e poi venne ricoverato per una nefrite e poi non è tornato più in orfanotrofio.

## Fratelli
- Diretto da: Paolo Poeti
- Scritto da: Massimo De Rita, Patrizia Fassio, Domenico Matteucci

### Trama
Leo si sente male in piscina e perde sangue. Durante il ricovero ha un nuovo malore e dopo le analisi si scopre che ha la leucemia. Intanto Spillo va a casa di Angela Mancinelli. Prima di iniziare la chemioterapia Marco, fratello di Leo dice di averlo visto tremare, e così Magri vuole aspettare il risultato delle ultime analisi per evitare un ulteriore indebolimento delle difese. Dopo una ricerca del dottor Magri e dottoressa Mancinelli, scoprono che in solo un caso in 10 anni di leucemia vi furono episodi di convulsioni. Così iniziano la terapia antibiotica, ma Leo si sente di nuovo male. Dopo l'esame del liquor si viene a sapere che ha una meningite e quindi non può essere sottoposto nemmeno a essa, così si cerca la via del trapianto di midollo osseo e Marco risulta compatibile. Dopo aver origliato egli per paura scappa, ma poi accetta e Leo si salva.
- Ascolti: telespettatori 6.825.000[3]

## Sotto shock
- Diretto da: Paolo Poeti
- Scritto da: Massimo De Rita, Patrizia Fassio, Domenico Matteucci

### Trama
Un bambino vaga di notte per la strada, e un'auto si ferma appena in tempo per non investirlo. La coppia lo portano al pronto soccorso in stato di shock. Poche ore dopo la mamma arriva in ospedale e il bambino inizia a urlare. Così dopo che Magri lo ha calmato, decide di ricoverarlo. Si scopre che la madre è tossicodipendente e gli dà psicofarmaci, perché lei ha problemi di tossicodipendenza.
Magri e la Mancinelli si lasciano andare a un rapporto amoroso. ma il primo confessa di non voler una cosa seria e se ne torna a casa.

## Non te ne andare
- Diretto da: Paolo Poeti
- Scritto da: Massimo De Rita, Patrizia Fassio, Domenico Matteucci

### Trama
La piccola Elena, per prendere il pallone del fratello più piccolo finito in strada, viene investita ed entra in coma. Quando viene portata al pronto soccorso, Suor Platania riconosce che il padre della bambina è il suo primo grande amore che lei aveva lasciato per prendere i voti.
Dopo che Angela vede che Paolo e Margherita escono insieme, Peppe la invita a mangiare una pizza insieme e lì parlano di cosa è successo la sera prima e Angela chiede a Peppe che relazioni abbiamo Paolo e Margherita e confessa che forse si è innamorata di Paolo e si sta allontanando dal suo uomo, Filippo. La sera dopo Filippo chiede ad Angela di sposarla, ma lei non se la sente ancora.
Dopo molti tentativi fatti per svegliare Elena, Suor Platania mette su un coro con i bambini dell'ospedale; così ella si risveglia. 
Rosanna invita Peppe ad una festa a casa sua.
Angela è in crisi con Filippo e si riversa sul suo operato in ospedale così si prende delle ferie.
- Ascolti: telespettatori 6.586.000[4]

## Il piccolo Cesare
- Diretto da: Paolo Poeti
- Scritto da: Massimo De Rita, Patrizia Fassio, Domenico Matteucci

### Trama
Cesare, un giovane ladruncolo di quattordici anni, mentre cerca di rubare in un negozio di elettrodomestici della periferia capitolina, assiste all'omicidio del titolare del negozio ad opera di altri due rapinatori, interessati solo all'incasso della giornata. Mentre tenta di scappare, Cesare viene colpito da un proiettile e viene ricoverato in ospedale. Considerando la causa del suo ricovero, accorre anche la polizia per sapere chi ha sparato, ma Cesare non vuole collaborare per paura: sa infatti chi sono i due rapinatori, ma se parla lo verranno a cercare finché non lo uccideranno. Rassicurato da Paolo e dagli altri dottori e infermieri, Cesare  fa i nomi dei due rapinatori, e inizia a ravvedersi. Intanto i due malviventi, sapendo che Cesare è ricoverato in un ospedale, decidono di inviare un loro "sicario": un ragazzino che, simulando un'appendicite, verrà automaticamente ricoverato. Quella stessa notte, il ragazzino si dirige nella stanza di un ormai redento Cesare e, con un coltello, cerca di ucciderlo ma quando sta per infilzare la lama le luci si accendono e il ragazzino viene smascherato, grazie anche a Paolo che, con una domanda-trabocchetto, aveva capito che l'appendicite era tutta una farsa. Cesare è quindi salvo e felice soprattutto del fatto che i due ladri sono stati arrestati, e quindi è pronto per uscire dall'ospedale e iniziare una nuova vita, complice anche una fidanzatina che ha trovato in un'altra piccola paziente dell'ospedale.

## Una profonda ferita
- Diretto da: Paolo Poeti
- Scritto da: Maurizio Cohen

### Trama
Spillo sale sul tetto dell'ospedale, dicendo che il primario lo vuole dimettere per riportarlo in istituto e che vuole restare in ospedale. Mentre gli altri lo distraggono Paolo Magri va sul tetto e lo prende a volo. Alla fine per caso portando i fiori alla madonnina con suor Platania scopre che è allergico ai fiori e gli sale la febbre. Sospettano che sia allergico a qualcosa così resta in ospedale per altri 20 giorni. Nel frattempo Angela Mancinelli torna in ospedale. Al pronto soccorso viene una bambina con il labbro spaccato. Dopo varie indagini si scopre che il padre dopo aver perso il lavoro entra in crisi e riversa la sua rabbia e frustrazione picchiando i figli. Magri e la Mancinelli parlano con il padre e lui riconosce i suoi sbagli, riconciliandosi con i figli. A Paolo Magri viene proposto di andare a Genova a lavorare. Al fine episodio torna a casa dove trova la figlia che dorme e scrive sullo specchio " Genova? No grazie!". Angela Mancinelli ha un'emorragia e perde il bambino.
- Ascolti: telespettatori 8.415.000 – share 28,22%[5]

## Lieto evento
- Diretto da: Paolo Poeti
- Scritto da: Giovanni Lombardo Radice, Marina Garroni

### Trama
Una giovane coppia amica di Paolo Magri sta aspettando un figlio. Finalmente arriva il giorno del lieto evento ma dopo il parto si scopre che il nascituro è affetto dalla sindrome di Down, fatto che li manderà in profonda crisi, soprattutto la donna. Paolo allora presenta alla coppia un padre, la cui figlia ha la sindrome di Down e fa capire alla coppia di come si possa crescere un bambino nonostante ciò.
Nello stesso episodio c'è un bambino il quale ha frequenti episodi di asma. Grazie a Spillo capiscono che è allergico ad un particolare colorante nelle caramelle al lampone che lui ama tanto.
Angela ha deciso di restare con Filippo anche se ancora scossa e rivela che non potrà più avere figli, perché ha una malformazione all'utero. Inoltre confessa che forse non lo ama più e ama Paolo.
L'episodio si conclude con Spillo che saluta tutti per andare all'orfanotrofio.

## Ritrovarsi
- Diretto da: Paolo Poeti
- Scritto da: Giovanni Lombardo Radice, Marina Garroni

### Trama
Giulio, figlio di genitori separati, ha continue crisi epilettiche che rendono necessario il ricovero.
Spillo scappa dall'orfanotrofio con un compagno e si ferisce ad un braccio, tagliandosi con dei vetri. Paolo accetta un incarico al pediatrico di Genova, mentre Angela Mancinelli non riesce ad essere sincera con lui. È un'emergenza ad unirli: Spillo, oltre a essere ferito, risente ancora della nefrite cronica, l'orfanotrofio chiama l'ospedale, Angela intanto implora Paolo di tornare a Roma, dicendogli che sulla macchina della direttrice ci sono delle macchie di sangue ed è molto preoccupata, Paolo e Angela insieme trovano Spillo ormai febbricitante, e lo portano in ospedale: Spillo entra in coma, e tutti lo danno già per morto, ma si risveglia. Paolo ritenta di andare a Genova, ma Angela lo rincorre alla stazione Termini di Roma per dirgli che con Filippo è finita, e che ama Paolo, insieme i due formano una famiglia adottando Spillo.